# اوکفیلد
latitudeاوکفیلدlongitudeاوکفیلد
اوکفیلد (به انگلیسی: Uckfield) یک منطقهٔ مسکونی در انگلستان است که در جنوب شرقی انگلستان واقع شده‌است.

## خصوصیات
اوکفیلد ۷٫۵ کیلومترمربع مساحت و ۱۳٬۸۷۳ نفر جمعیت دارد.